# 37a Brigada Mixta (Exèrcit Popular de la República)
La 37a Brigada Mixta va ser una unitat de l'Exèrcit Popular de la República que va combatre en la Guerra civil espanyola.

## Historial
La unitat va ser creada el 31 de desembre de 1936 a Madrid a partir de la columna manada pel comandant d'Alabarders Julián Fernández-Cavada Ugarte, que també va ser el primer comandant de la nova. La 37a BM va quedar adscrita a la 8a Divisió del VI Cos d'Exèrcit. Com a cap d'Estat Major estava Julián Henríquez Caubín. El 7 d'abril Fernández-Cavada va passar a manar la 8a Divisió i el comandament va passar a major de milícies Manuel Fernández Cortinas.
No va arribar a participar en les batalles de Jarama i Brunete, mantenint-se de guarnició en sectors secundaris del Front de Madrid.
Front d'Aragó
Al començament de 1938 va ser enviada al front de Terol, poc després que la ciutat hagués estat capturada per l'Exèrcit republicà. Una vegada allí, el 18 de gener va intentar organitzar un contraatac en el sector de Las Celadas, però va fracassar. Al començament de març, quan es va produir l'ofensiva franquista d'Aragó, la 37a BM va passar a quedar integrada en la 3a Divisió i es va distingir en la defensa de Lleida. L'1 d'abril, durant els combats als voltants de la ciutat, la 37a BM va quedar molt malparada en intentar recuperar el castell de Gardeny, veient-se obligada a creuar el Segre aquella nit.
Operacions a Catalunya
Després de la pèrdua de Lleida la 37a BM va passar a dependre de la 72a Divisió, defensant el sector de Puig Bordell. Poc després es va incorporar a la 46a Divisió del V Cos d'Exèrcit, cobrint la línia defensiva que anava entre Vilanova de la Barca i Torres de Segre. Finalment es va acantonar en la carretera de Tortosa a Barcelona, a l'altura de l'encreuament de L'Ametlla del Vallès, en preparació per a l'Ofensiva de l'Ebre.
El 25 de juliol la brigada va creuar l'Ebre per Benifallet al costat del 46a Divisió i es va situar en primera línia de foc al cap de pont del riu Canaleta. Es va mantenir en aquesta situació fins al 15 d'agost, quan, una vegada que havia perdut les posicions del barranc de Canaleta, la 37a BM va haver de replegar-se a l'est de la serra de Pàndols. No seria fins al 4 d'octubre quan la brigada va ser desallotjada de les seves trinxeres i, dos dies més tard, de les posicions que ocupava en la serra de la Vall de la Torre, i posteriorment de la cota 321, amb la brigada situada ara prop de la Venda de Camposines. Després d'una llarga lluita, el 30 d'octubre va haver de tornar a fer front a un nou assalt enemic i va sostenir durs combats entre la Serra de Cavalls i el riu Ebre. Durant aquests combats va tornar a quedar molt infringida, per la qual cosa el 4 de novembre la 37a BM va haver de creuar novament el riu Ebre en sentit invers.
Al començament de la Campanya de Catalunya, la brigada estava concentrada a Vinaixa, i posteriorment es va oposar a l'avanç del CTV italià a les Borges Blanques. Davant la superioritat enemiga va haver de continuar la seva retirada cap al nord, arribant a Igualada el 17 de gener de 1939, i continuant la seva retirada cap a la frontera francesa.

## Comandaments
Comandants
- Comandant Julián Fernández-Cavada Ugarte;
- Major de milícies Manuel Fernández Cortinas;
- Major de milícies Antonio Carrasco Escobar;
- Major de milícies Jerónimo Casado Botija;

Comissaris
- Argimiro García Mayoral, del PCE;[4]
- Antonio Rey Maroño;